# Thelma Barlow
Pour les articles homonymes, voir Barlow.
Thelma Barlow, née Pigott le née le 19 juin 1929 à Middlesbrough, est une actrice de télévision et écrivaine britannique, connue pour ses rôles de Mavis Wilton dans le feuilleton télévisé de longue date d'ITV Coronation Street et de Dolly Bellfield dans la sitcom de la BBC One Dinnerladies (en). Elle est la plus vieille actrice encore en vie du casting de Doctor Who et le sixième plus vieux acteur du casting de Doctor Who en général.

## Biographie

### Jeunesse
Barlow est née en 1929 à Middlesbrough, dans le Yorkshire du Nord, la plus jeune de deux filles. Son père, Tommy, un ébéniste, décède d'une pneumonie cinq semaines avant sa naissance, à l'âge de 37 ans et Barlow est élevée par sa mère Margaret.
Durant son enfance, la famille déménage à Huddersfield, dans le West Riding of Yorkshire. Barlow quitte l'école à 15 ans et s'inscrit au Huddersfield Technical College pour étudier la sténographie et la dactylographie. Son premier emploi est celui de secrétaire, qu'elle occupe pendant huit ans et appartient en même temps aux Huddersfield Thespians, un groupe de théâtre amateur. Barlow décide de se lancer dans une carrière d'actrice professionnelle et rejoint le Joan Littlewood Theatre Group. Au cours des années 1950, elle est représentante à Liverpool, Nottingham et Birmingham. En 1960, Barlow rejoint la West of England Theatre Company, puis la Bristol Old Vic Theatre Company. À Bristol, elle dirige une pension pour ses collègues acteurs.

### Carrière
La première apparition télévisée de Barlow remonte à 1967, dans Vanity Fair. En 1971, alors qu'elle se produit à Liverpool, on lui demande d'auditionner pour le feuilleton Coronation Street pour le rôle de Mavis Riley. Elle a du succès et son premier épisode est diffusé le 11 août 1971, bien que le personnage n'apparaisse régulièrement qu'à partir du 4 juin 1973, où elle rejoint l'actrice Barbara Knox (en) qui joue Rita Fairclough dans The Kabin. Barlow reste dans la série pendant 26 ans, apparaissant dans 1 787 épisodes, jusqu'à ce qu'elle quitte après le départ de son mari à l'écran Derek. Son dernier épisode est diffusé le 10 octobre 1997 lorsque Mavis déménage dans le Lake District. Pendant son passage à Coronation Street, Barlow partage un appartement avec sa co-star Helen Worth (en) et déménage ensuite à Settle, où elle fait ensuite une émission de télévision depuis son jardin. En 2020, Barlow révèle que, bien qu'on lui ait demandé de revenir à Coronation Street, elle a refusé plusieurs fois, « parce qu['elle avait] l'impression d'avoir rangé Mavis dans une boîte maintenant. »,. En 2024, elle apparaît dans Good Morning Britain et déclare que « ce serait la pression du travail qui me ferait peur à mort ».
Le prochain rôle majeur de Barlow est celui de Dolly Bellfield dans la sitcom de Victoria Wood, Dinnerladies (en), qui dure deux saisons de 1998 à 2000. En 1999, elle apparaît dans Murder Most Horrid (en) et David Copperfield. Depuis lors, Barlow est apparu en tant que personnages ponctuels dans plusieurs émissions de télévision, notamment Fat Friends (2000), Doctors (2002), The Royal (2004), Where the Heart Is (2004), Miss Marple (2006), l'épisode "Last Year's Model" d'Inspecteur Barnaby (2006) et Doc Martin (2007). En 2005, elle joue son premier rôle au cinéma dans Madame Henderson présente, pour lequel elle est nommée comme Meilleure nouvelle actrice prometteuse aux British Independent Film Awards 2005. En 2007, elle interprète Lady Thaw dans l'épisode de Doctor Who, L'Expérience Lazarus,. En 2016, elle a un petit rôle parlant dans le film Florence Foster Jenkins.
Depuis son départ de Coronation Street, Barlow joue à la radio, et fait des apparitions sur scène, avec des rôles tels que Madame Arcati dans L'esprit s'amuse, Mam dans Enjoy d'Alan Bennett et Abby Brewster dans Arsenic et Vieilles Dentelles en 2003 sur la scène du West End. Elle écrit un livre sur le jardinage biologique, un de ses passe-temps, qui est publié pour la première fois par Robson Books sous le titre Organic Gardening with Love (1992) et réédité en livre de poche sous le titre Gardening Nature's Way,.
En juin 2014, Barlow sert de narratrice dans un documentaire de 30 minutes intitulé Gail & Me: 40 Years on Coronation Street, qui célèbre la carrière d'Helen Worth (en) dans la série dans le rôle de Gail Platt. Elle fait aussi une apparition dans Coronation Street Icons: Norris Cole, un documentaire télévisé de 2021 sur le personnage joué par Malcolm Hebden après la retraite de l'acteur.
En 2024, Barlow sort de sa retraite et revient au métier d'actrice dans un court métrage Sleepless In Settle. Réalisé par Judy Flynn et filmé dans la ville de Rye, Barlow joue le rôle de Barbara, une femme qui essaie de trouver une épouse pour son fils.

### Vie personnelle
Elle épouse Graham Barlow en 1956 ; leur mariage donne naissance à deux enfants. Le couple divorce en 1983. Barlow conserve son nom de femme mariée puisque tous ses crédits à la télévision et au cinéma, jusqu'à son divorce et après, sont ceux de Thelma Barlow,. En 2003, Barlow s'installe sur l'île de Purbeck. En 2024, elle vit à Faversham dans le Kent.

## Filmographie
- 1958 : The Desk Set : Ruthie Saylor
- 1961 : Theatre Night : Edna Fuller
- 1967 : Vanity Fair : Mrs Briggs
- 1970 : A Stranger on the Hills : Mistress Fetterlock
- 1971 : The Stalls of Barchester : Letitia Hayes
- 1971-1997 : Coronation Street : Mavis Wilton / Mavis Riley
- 1973 : Love Story : Doreen Truscott
- 1973 : Adam Smith : Mrs Patterson
- 1990 : Cluedo
- 1995 : Coronation Street: The Feature Length Special : Mavis Wilton
- 1998 : Creche Landing
- 1998-2000 : Dinnerladies (en) : Dolly
- 1999 : Murder Most Horrid (en) : la mère de Tiffany
- 1999 : David Copperfield : Mrs Heep
- 2000 : Fat Friends (en) : Mrs Ashburn
- 2000 : King's Ransom : Ethel
- 2002 : Stig of the Dump (en) : Miss Hardwick
- 2002 : Sweet Charity : Jan
- 2002 : Doctors : Jenny Edwards
- 2004 : The Royal : Ada
- 2004 : Where the Heart Is : Helen Ashworth
- 2004 : My Dad's the Prime Minister (en) : la vielle dame
- 2005 : Madame Henderson présente : Lady Conway
- 2006 : Miss Marple : Emily Barton
- 2006 : Inspecteur Barnaby : Mrs Beverley
- 2007 : Doctor Who : Lady Thaw
- 2007 : Doc Martin (en) : Beth
- 2008 : Is Anybody There? (en) : Ena
- 2014 : Gail & Me: 40 Years on Coronation Street : narratrice
- 2016 : Florence Foster Jenkins : Mrs Oscar Garmunder
- 2021 : Coronation Street Icons: Norris Cole : elle-même
- 2023 : Barbara Knox at 90 : elle-même
- 2024 : Sleepless In Settle : Barbara

## Distinctions
Barlow reçoit le titre honorifique de docteur ès lettres (D.Litt) de l'université de Teesside le 21 novembre 2008,.